# Altstadtstraße 2 (Eppingen)

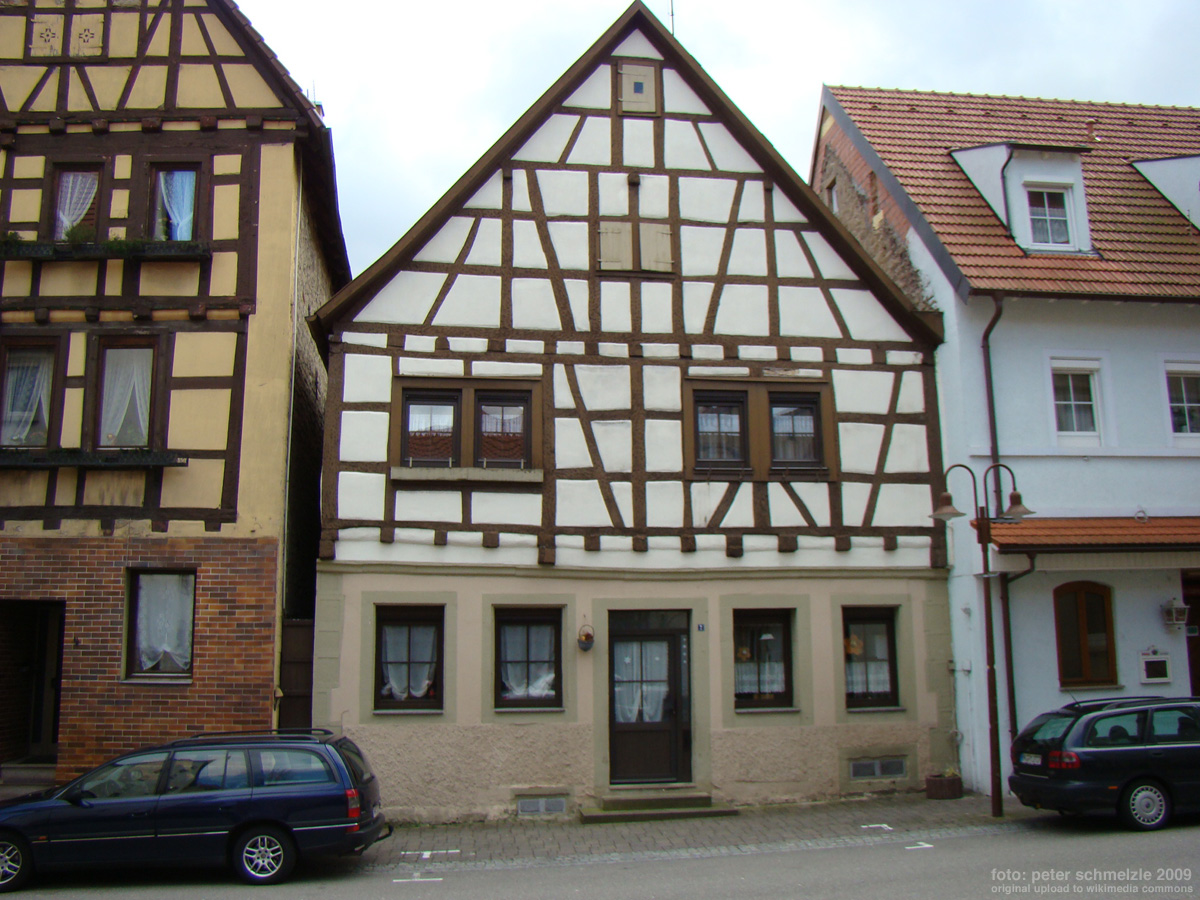
Fachwerkhaus Altstadtstraße 2 in Eppingen

Das Haus Altstadtstraße 2 in Eppingen, einer Stadt im Landkreis Heilbronn im nördlichen Baden-Württemberg, ist ein im 18. Jahrhundert errichtetes Fachwerkhaus im Kraichgau. Das Gebäude in der Altstadtstraße ist als Kulturdenkmal geschützt.

## Beschreibung
Die Fachwerkobergeschosse ruhen auf einem massiven Erdgeschoss, das mit Eckquadern versehen ist und mit einem profilierten Gesims abschließt. Darüber kragt das Fachwerkgeschoss vor, das zwei gekuppelte Fenster besitzt, die möglicherweise später so ausgeführt wurden. Das Haus, das im Kern wohl bereits im 17. Jahrhundert entstanden ist, wird von einem Satteldach gedeckt und weist keine Schmuckformen auf.
Hinter dem Fachwerkhaus befindet sich eine dazugehörige Scheune aus Werksteinen, deren Torbogen mit 1867  bezeichnet ist.